# Платёжеспособность
Платёжеспособность (англ. solvency) — способность хозяйствующего субъекта к своевременному выполнению денежных обязательств, обусловленных законом или договором, за счёт имеющихся в его распоряжении денежных ресурсов.

## Определение
Согласно БРЭ платёжеспособность предприятия — это способность предприятия своевременно и в полном объёме выполнять свои платёжные обязательства, создаёт предпосылки, условия и формы осуществления коммерческой сделки.
Согласно БСЭ неплатёжеспособность — это неспособность хозяйствующего субъекта обеспечить платежи по своим обязательствам в определенные сроки. Неплатежеспособность может стать причиной банкротства и ликвидации предприятия.

## Коэффициент платёжеспособности
Платёжеспособность предприятия определяется на определенную дату коэффициентом платёжеспособности, учитывающий имеющие и потенциальные финансовые ресурсы, привлекаемые предприятием для проведения хозяйственной деятельности, и показывающий степень его финансовой устойчивости/неустойчивости на ближайший расчётный период.
Коэффициент платёжеспособности равен отношению суммы текущих активов (денежные средства на расчётном счёте, аккредитивах; готовая продукция; товары в сети; банковские и прочие ссуды; дебиторская задолженность (кроме спорной и безнадёжной); задолженность по отгруженным товарам) к сумме текущих обязательств (задолженность по заплате рабочим и служащим; платежи по социальному страхованию; текущие налоговые платежи; оплата кредитуемых товаров; погашение задолженности банкам по спецссудному счёту, целевым кредитам и ссудам на нужды; текущие платежи предприятия).
Если сумма текущих активов (средства первой степени платёжной готовности) превышает или равна сумме текущих обязательств (платежам первой срочности), то есть коэффициент платёжеспособности больше или равен 1, то считается, что предприятие имеет устойчивое финансовое положение.
Если сумма текущих активов (средства первой степени платёжной готовности) меньше суммы текущих обязательств (платежам первой срочности), то есть коэффициент платёжеспособности меньше 1, то считается, что предприятие имеет неустойчивое финансовое положение.